# Ausztrália zászlaja
Ausztrália zászlaja Ausztrália egyik nemzeti jelképe. 1901-ben 30 000 pályázat közül választották ki Ausztrália zászlajának azt a tervét, amely a brit kék felségjelzést tartalmazza a Dél Keresztjével és a Nemzetközösségi csillaggal díszítve (az utóbbi az Ausztrál Államszövetséget szimbolizálja). Azóta több módosítás is történt a zászlón, legalábbis a csillagok alakját, méretét és pontos elhelyezését illetően, amelyeket 1954. április 14-én véglegesítettek.

## Szimbólumai
A zászlón három főbb jelkép található:
- a Union Jack
- a Nemzetközösségi csillag (az Ausztrál Államszövetség jelképe is: hat ága a szövetségre lépett hat államot jelöli, a hetedik az Északi Területre és Ausztrália hat külső tartományára utal)
- a Dél Keresztje csillagkép.

A Union Jack eredetileg a Nagy-Britannia és a Brit Birodalom iránti hűség jeleként került a zászlóra, követve ebben a többi 19-20. századi brit koronagyarmat és Ausztrália állami többségének példáját, ma már a helyiek felfogása szerint az ausztrál történelemnek azt a korszakát idézi, amikor brit gyarmat volt, és azt az eszmét, amelyre az államszövetség épült. .
A Nemzetközösségi csillag eredetileg hatágú volt (az eredeti hat gyarmat miatt), de 1908-ban kiegészült a pápuai területtel. A csillagnak nincs köze a Béta Centaurihoz, annak ellenére, hogy helye és fénye megegyezik azzal.
A Dél Keresztje az egyik legsajátosabb csillagkép a déli féltekén. Ausztráliát jelképezi a legősibb idők óta. Ivor Evans, a zászló egyik tervezője arra a négy erkölcsi erényre akart utalni, amelyet Dante is megírt az Isteni színjátékában: igazságosság, belátás, mértékletesség és bátorság. A mai zászlón található elrendezés nem az eredeti tervekhez igazodik. A pályázaton győztes eredeti zászlón a csillagok az égen látható nagyságukkal megegyező erősségűek voltak. A brit Admiralitás az egyszerűbb gyártás érdekében egyforma nagyságúra változtatta meg a 4 külső csillagot (hét-hét ág), míg a belső kettővel kisebb lett (öt ág).
Ezeket a speciális kikötéseket 1934-ben adták közre a Nemzetközösségi Közlönyben.

## Kinézete

Az ausztrál zászló felépítése. A hossza kétszerese a szélességének

Az 1953-as véglegesítés után az ausztrál zászlónak a következő szabványoknak kell megfelelnie:
1. a Union Jacknek a rúd felőli felső sarokban kell lennie;
2. a nagy, fehér csillagnak (Nemzetközösségi csillag) az alsó negyed közepén kell lenni, szimmetriatengelyejének a Szent György-kereszt közepén kell futnia;
3. az 5 fehér csillag (Dél Keresztje) a rúddal szemközti féloldalt foglalja el.

### Színek
| Minta     | Kék               | Piros             | Fehér                 |
| Pantone   | 280 C             | 185 C             | Safe                  |
| RGB (Hex) | 0-0-139 (#00008B) | 255-0-0 (#FF0000) | 255-255-255 (#FFFFFF) |
| CMYK      | 100%-72%-0%-18%   | 0%-100%-65%-0%    | 0%-0%-0%-0%           |

## Története

### Az 1901-es szövetségi zászlótervező verseny
1901 előtt Ausztrália hat brit gyarmat gyűjtőneve volt. Az Unió zászlaja, mint a Brit Birodalom zászlaja, az összes nemzetet képviselte, de minden kolónia beleszőtte saját zászlaját az Unióiba. Az első kísérletek a nemzeti zászlók megalkotására a 19. században történtek. 1823–1824-ben John Nicholson százados és John Bingle százados tervezte a Ausztrál Gyarmati zászlót. A korszak legnépszerűbb nemzeti zászlaja az 1831-es Ausztrál Szövetség zászlaja, melyet szintén Nicholson tervezett. Ezek a zászlók, és még sok másik - például az Eureka zászló - tartalmazta a Dél Keresztjét. A legrégibb ismert olyan zászló, melyen a csillagok az égi helyüknek megfelelően helyezkednek el, az Ausztrál szállítás-ellenes liga zászlaja volt, ami nagyon hasonlít a maira.
|                          |                             |               |                                          |
| Ausztrál Gyarmati zászló | Ausztrál Szövetség zászlaja | Eureka zászló | Ausztrál szállítás-ellenes liga zászlaja |